# Vláda Ruslana Abašidzeho
Vláda Ruslana Abašidzeho spravuje záležitosti Gruzií uznané Autonomní republiky Abcházie a vzešla poté, kdy 1. května 2019 podala demisi předchozí vláda Vachtanga Kolbaji. Tato vláda de jure sídlí v Suchumi, de facto však vládne z exilu v Tbilisi a na záležitosti uvnitř nezávislé Abcházie nemá žádný praktický vliv, neboť tam na počátku funkčního období vládla vláda Raula Chadžimby. Předsedou Nejvyšší rady Autonomní republiky Abcházie je Ruslan Abašidze a jedná se o současnou a v pořadí sedmou de jure vládu, uznávanou jako nedílná součást Gruzie.

## Vývoj
- V srpnu 2019 došlo k reorganizaci exilové abchazské vlády. Ministerstvo financí a hospodářství bylo sloučeno s výborem zemědělství, ochrany přírody a přírodních zdrojů. Výbor spravedlnosti byl naopak přeměněn v plnohodnotné ministerstvo a sloučen s ministerstvem budování důvěry a usmíření. Ministrem spravedlnosti byl jmenován David Pacacija.[1]

## Seznam členů vlády
|                                                                  |                                                  |                                                  |                                         |                                         |
| Nejvyšší rada Autonomní republiky Abcházie                       |                                                  |                                                  |                                         |                                         |
| Předseda vlády                                                   | Ruslan Abašidze od 1. května 2019                | Ruslan Abašidze od 1. května 2019                | Ruslan Abašidze od 1. května 2019       | Ruslan Abašidze od 1. května 2019       |
| Ministři vlády:                                                  |                                                  |                                                  |                                         |                                         |
| Ministr školství a kultury                                       | Roland Nižaradze od 1. května 2019               | Roland Nižaradze od 1. května 2019               | Roland Nižaradze od 1. května 2019      | Roland Nižaradze od 1. května 2019      |
| Ministr financí a hospodářství                                   | Ivane Dolidze od 1. května 2019                  | Ivane Dolidze od 1. května 2019                  | Ivane Dolidze od 1. května 2019         | Ivane Dolidze od 1. května 2019         |
| Ministr zdravotnictví a sociálních věcí                          | Ketevan Bakaradzeová od 1. května 2019           | Ketevan Bakaradzeová od 1. května 2019           | Ketevan Bakaradzeová od 1. května 2019  | Ketevan Bakaradzeová od 1. května 2019  |
| Ministr budování důvěry a usmíření                               | David Gvadzabija 1. května 2019 - 19. srpna 2019 | David Gvadzabija 1. května 2019 - 19. srpna 2019 | funkce neobsazena                       | funkce neobsazena                       |
| Ministr spravedlnosti a občanské integrace                       | funkce neobsazena                                | funkce neobsazena                                | David Pacacija od 19. srpna 2019        | David Pacacija od 19. srpna 2019        |
| Předsedové neministerských resortů:                              |                                                  |                                                  |                                         |                                         |
| Předseda výboru záležitostí vnitřně vysídlených obyvatel         | Konstantin Kučuchidze od 1. května 2019          | Konstantin Kučuchidze od 1. května 2019          | Konstantin Kučuchidze od 1. května 2019 | Konstantin Kučuchidze od 1. května 2019 |
| Předseda výboru spravedlnosti                                    | Igor Kopaliani 1. května - 19. srpna 2019        | Igor Kopaliani 1. května - 19. srpna 2019        | funkce neobsazena                       | funkce neobsazena                       |
| Předseda výboru zemědělství, ochrany přírody a přírodních zdrojů | Valerij Basarija 1. května - 19. srpna 2019      | Valerij Basarija 1. května - 19. srpna 2019      | funkce neobsazena                       | funkce neobsazena                       |